# Anthophora nigrifrons
Anthophora nigrifrons là một loài Hymenoptera trong họ Apidae. Loài này được Cockerell mô tả khoa học năm 1931.